# RY Голубя
RY Голубя (лат. RY Columbae), HD 273211 — двойная звезда в созвездии Голубя на расстоянии приблизительно 3152 световых лет (около 966 парсек) от Солнца. Видимая звёздная величина звезды — от +11,24m до +10,44m.
Открыта Куно Хофмейстером в 1956 году**.

## Характеристики
Первый компонент — жёлто-белая пульсирующая переменная звезда типа RR Лиры (RRAB) спектрального класса A7-F3, или A7. Масса — около 2,196 солнечной, радиус — около 4,396 солнечного, светимость — около 31,193 солнечной. Эффективная температура — около 6172 K.
Второй компонент — коричневый карлик. Масса — около 23,17 юпитерианской. Удалён в среднем на 1,944 а.е..